# Uniao Flamengo Santos FC
Uniao Flamengo Santos Football Club w skrócie Uniao Flamengo Santos FC – botswański klub piłkarski grający w drugiej, a niegdyś w pierwszej lidze botswańskiej, mający siedzibę w mieście Selebi-Phikwe.

## Sukcesy
- Puchar Botswany[1]:
  - zwycięstwo (1): 2009.
  - finał (1): 2008.

## Występy w afrykańskich pucharach
| Sezon | Rozgrywki           | Runda   | Kraj     | Klub            | Dom | Wyjazd | Dwumecz |
| ----- | ------------------- | ------- | -------- | --------------- | --- | ------ | ------- |
| 2010  | Puchar Konfederacji | wstępna | Mozambik | CD Costa do Sol | 1–3 | 0–2    | 1–5     |

## Stadion
Domowe mecze klub rozgrywa na stadionie o nazwie Selebi-Phikwe Stadium w Selebi-Phikwe, który może pomieścić 9000 widzów.

## Reprezentanci kraju grający w klubie
Stan na lipiec 2023.
| - Seabo Gabanakgosi - Keabetswe Jenamiso - Shimane Kgope Ntshweu - Sekhana Koko - Pius Kolagano - Pako Lekgari - Pelontle Lerole - Arnold Mampori - Kgosietsile Mampori - Mandla Mgadla - Bakang Moeng - Eric Molefi - Jackie Mothatego - Khumo Motlhabane - Patrick Motsepe - Mogakolodi Ngele - Ontse Ntesa - Raphael Nthwane | - Talinda Nyathi - Keitumetse Paul - Kopano Phakedi - Kgakgamatso Phiri - Vincent Phiri - Bonolo Phuduhudu - Jerome Ramatlhakwane - Innocent Ranku - Thato Seagateng - Onkabetse Seforo - Thato Siska - Boitshoko Zikhale - Litsepe Marabe - Bushi Moletsane - Alfred Manyozo - Chenjerai Dube - Ronald Sibanda |